# Davide Adorni
Davide Adorni (Parma, 9 agosto 1992) è un calciatore italiano, difensore del Modena.

## Caratteristiche tecniche
È un difensore centrale, forte fisicamente ed è abile sia in marcatura che nel gioco aereo.

## Carriera

### Club
Cresce calcisticamente nelle giovanili del Parma dove compia tutta la trafila. Passa poi nell'estate 2012 in prestito al Renate.
Nell'estate 2013 viene ingaggiato dal Cesena firmando un contratto quadriennale, rimanendo però in prestito per un'altra stagione al Renate. Nell'estate 2014 fa ritorno al cesena, tuttavia in sei mesi di permanenza con i bianconeri, non gioca mai una gara.
Il 2 febbraio 2015 viene girato in prestito al Santarcangelo, dove in due anni e mezzo con la società romagnola, colleziona 64 partite segnando una rete. Il 18 luglio 2017 viene ingaggiato a titolo definitivo dal Cittadella.. Fa il suo esordio con la società granata in Serie B il 26 agosto successivo, nella vittoria interna per 3-2 contro l'Ascoli. L'8 ottobre successivo, sigla la sua prima rete in serie cadetta, nella vittoria per 2-1 in trasferta contro il Pescara. Nell'ottobre dello stesso anno, rinnova il proprio contratto con la società veneta. Nell'estate del 2021, dopo il ritiro di Manuel Iori, viene nominato come capitano della società granata.
Il 31 gennaio 2022 chiede di essere ceduto al Brescia. Con la maglia delle Rondinelle conquista subito i Playoff di categoria, ma la corsa verso la Serie A termina in semifinale contro il Monza di Berlusconi poi promosso nella massima Serie. Nella stagione successiva mantiene la titolarità al centro della difesa con Andrea Cistana. Il 17 febbraio 2024 segna la sua prima rete con le Rondinelle, firmando il definitivo pareggio (1-1) in casa della Sampdoria.
Il 9 luglio 2025, dopo essere rimasto svincolato a causa del fallimento del Brescia, viene acquistato dal Modena.

## Statistiche

### Presenze e reti nei club
Statistiche aggiornate al 9 luglio 2025.
| Stagione             | Squadra              | Campionato           | Campionato | Campionato | Coppe nazionali | Coppe nazionali | Coppe nazionali | Coppe continentali | Coppe continentali | Coppe continentali | Altre coppe | Altre coppe | Altre coppe | Totale | Totale |
| Stagione             | Squadra              | Comp                 | Pres       | Reti       | Comp            | Pres            | Reti            | Comp               | Pres               | Reti               | Comp        | Pres        | Reti        | Pres   | Reti   |
| -------------------- | -------------------- | -------------------- | ---------- | ---------- | --------------- | --------------- | --------------- | ------------------ | ------------------ | ------------------ | ----------- | ----------- | ----------- | ------ | ------ |
| 2012-2013            | Renate               | 2D                   | 19         | 0          | CI+CI-LP        | 0               | 0               | -                  | -                  | -                  | -           | -           | -           | 19     | 0      |
| 2013-2014            | Renate               | 2D                   | 11         | 0          | CI+CI-LP        | 0+2             | 0               | -                  | -                  | -                  | -           | -           | -           | 13     | 0      |
| Totale Renate        | Totale Renate        | Totale Renate        | 30         | 0          |                 | 2               | 0               |                    | -                  | -                  |             | -           | -           | 32     | 0      |
| 2014-gen. 2015       | Cesena               | A                    | 0          | 0          | CI              | 0               | 0               | -                  | -                  | -                  | -           | -           | -           | 0      | 0      |
| gen.-giu. 2015       | Santarcangelo        | LP                   | 5          | 0          | CI+CI-LP        | 0               | 0               | -                  | -                  | -                  | -           | -           | -           | 5      | 0      |
| 2015-2016            | Santarcangelo        | LP                   | 21         | 0          | CI+CI-LP        | 0+1             | 0               | -                  | -                  | -                  | -           | -           | -           | 22     | 0      |
| 2016-2017            | Santarcangelo        | LP                   | 35         | 1          | CI+CI-LP        | 0+2             | 0               | -                  | -                  | -                  | -           | -           | -           | 37     | 1      |
| Totale Santarcangelo | Totale Santarcangelo | Totale Santarcangelo | 61         | 1          |                 | 3               | 0               |                    | -                  | -                  |             | -           | -           | 64     | 1      |
| 2017-2018            | Cittadella           | B                    | 18+3       | 1          | CI              | 4               | 0               | -                  | -                  | -                  | -           | -           | -           | 25     | 1      |
| 2018-2019            | Cittadella           | B                    | 26+5       | 2          | CI              | 2               | 0               | -                  | -                  | -                  | -           | -           | -           | 33     | 2      |
| 2019-2020            | Cittadella           | B                    | 29+1       | 1          | CI              | 2               | 0               | -                  | -                  | -                  | -           | -           | -           | 32     | 1      |
| 2020-2021            | Cittadella           | B                    | 30+4       | 1          | CI              | 1               | 0               | -                  | -                  | -                  | -           | -           | -           | 35     | 1      |
| 2021-gen. 2022       | Cittadella           | B                    | 17         | 1          | CI              | 2               | 0               | -                  | -                  | -                  | -           | -           | -           | 19     | 1      |
| Totale Cittadella    | Totale Cittadella    | Totale Cittadella    | 120+13     | 6          |                 | 11              | 0               |                    | -                  | -                  |             | -           | -           | 144    | 6      |
| gen.-giu. 2022       | Brescia              | B                    | 13+3       | 0          | CI              | -               | -               | -                  | -                  | -                  | -           | -           | -           | 16     | 0      |
| 2022-2023            | Brescia              | B                    | 32+2       | 0          | CI              | 1               | 0               | -                  | -                  | -                  | -           | -           | -           | 35     | 0      |
| 2023-2024            | Brescia              | B                    | 24+1       | 1+0        | -               | -               | -               | -                  | -                  | -                  | -           | -           | -           | 25     | 1      |
| 2024-2025            | Brescia              | B                    | 36         | 3          | CI              | 1               | 0               | -                  | -                  | -                  | -           | -           | -           | 37     | 3      |
| Totale Brescia       | Totale Brescia       | Totale Brescia       | 105+6      | 4          |                 | 2               | 0               |                    | -                  | -                  |             | -           | -           | 113    | 4      |
| 2025-2026            | Modena               | B                    | 0          | 0          | CI              | -               | -               |                    | -                  | -                  |             | -           | -           | 0      | 0      |
| Totale carriera      | Totale carriera      | Totale carriera      | 316+19     | 11         |                 | 18              | 0               |                    | -                  | -                  |             | -           | -           | 353    | 11     |